# Курјер
Курјер (фр. Courrières) насеље је и општина у североисточној Француској у региону Север-Па д Кале, у департману Па де Кале која припада префектури Ланс.
По подацима из 2011. године у општини је живело 10.618 становника, а густина насељености је износила 1230,36 становника/km². Општина се простире на површини од 8,63 km². Налази се на средњој надморској висини од 25 метара (максималној 38 m, а минималној 22 m).

## Демографија
| 1962. | 1968. | 1975.  | 1982.  | 1990.  | 1999.  | 2011.  |
| ----- | ----- | ------ | ------ | ------ | ------ | ------ |
| 7.738 | 9.296 | 12.491 | 12.612 | 11.376 | 10.588 | 10.618 |

График промене броја становника у току последњих година